# Ствига
Ствига (бел. Сцвіга, Сьцьвіга, укр. Ствига) — река в Ровненской области Украины и в Брестской и Гомельской областях Беларуси, правый приток Припяти.
Длина реки — 178 км (на территории Украины — 66 км, Беларуси — 112 км), площадь её водосборного бассейна — 5300 км² (в Белоруссии — 4300 км²), средний расход в районе устья — 21,6 м³/с. Общее падение воды составляет 68,3 метра. Истоки находятся в Сарненском районе Ровненской области около урочища Добрыль, протекает по Полесской низменности, впадая в Припять около деревни Погост Житковичского района Гомельской области. Протекает Ствига в границах Припятской низменности (по Житомирскому Полесью на Украине и Припятскому Полесью в Беларуси). Основные притоки по Беларуси: ручей Плав, канал Бычок (правые), р. Моства (левый).
Ширина реки в нижнем течении — 20—30 м, поймы — до 80—200 м в среднем течении, в нижнем достигает 600—1200 м. На реке есть несколько песчаных островов. Берега покрыты смешанными лесами с преобладанием лиственных, местность заболочена с песчаными и торфяными почвами.
Географические объекты на реке: д. Дзержинск, д. Букча, д. Тонеж, д. Бережцы, д. Коротичи, д. Сторожовцы, д. Семурадцы, д. Рычев, д. Оздамичи, д. Озераны, д. Погост.